# 福満しげゆきのほのぼのゲームエッセイマンガ
『福満しげゆきのほのぼのゲームエッセイマンガ』（ふくみつしげゆきのほのぼのゲームエッセイマンガ）は、福満しげゆきによる日本の漫画作品。週刊ファミ通にて2008年より連載開始。

## 概要
作者である福満しげゆきがゲームについて描く、4コマエッセイ漫画。4コマ漫画ではあるが、話によっては5コマ以上になるなど、やや特殊な形になっている。おおむね、福満がプレイしたゲームへの意見や感想が描かれるが、唐突に女性キャラクターが出てきたり、特にオチもない話もあり、独特の雰囲気で進行する。
単行本では4コマごとに書きおろしの作者コメントが加筆されている。

## 主な登場人物
福満しげゆき
作者。ファミ通の担当にメタルギアオンラインの感想文を頼まれたのをきっかけに、連載を依頼された。好きなゲームに『STEINS;GATE』、『メトロイド』シリーズ、『ワンダと巨像』などがあり、度々話題にしている。逆にファーストパーソン・シューティングゲームや何かを集めるゲームは苦手としており、「『メトロイド』が主観になると聞いたときは引き裂かれるような気分になった」「集めるのが苦手なので『どうぶつの森』のゲーム内ファミコンは全部もらった」などと発言している。ゲームの腕前は低いような描写がなされ「『デモンズソウル』はどのステージもクリアできなかった」「『ゼルダの伝説 時のオカリナ』のラストボスは友人にクリアしているのを見てクリアしたことにした」としている。近年は息子とゲームをする描写も多い。
「妻」
福満の妻。福満のゲームプレイを横から見て、度々バカにするような発言をする。近年は『妖怪ウォッチ』を「息子」と楽しんでいる。
「息子」
福満の長男。息子の出産祝いに福満はXbox 360をファミ通編集部からもらっている。『妖怪ウォッチ』、『スプラトゥーン』、『レゴ』シリーズなどを遊ぶ描写が多々ある。
「息子2」
福満の次男。幼児のためか、前述の「息子」と比べると比較的出番が少ない。
ファミ通編集者
ファミ通の担当編集。常にチェック柄の服で顔は描かれない。福満にゲームを勧めるなどの交流がある。本誌掲載時には毎回担当からのコメントも掲載されている。
ゲームちゃん
巨乳でショートカットの女の子。一時期、唐突に漫画に登場し福満に代わり意見を述べていた。福満いわく「こちらが伝えたいことを女の子に言わせると読者が納得する」。連発していたため担当編集に控えるよう言われたためゲームちゃん自体は出なくなるが、以後も名前はないが唐突に女性キャラが登場するのは散見される。単行本の表紙にも描かれている。

## 単行本
- 福満しげゆき『福満しげゆきのほのぼのゲームエッセイマンガ』エンターブレイン、2013年1月8日初版、ISBN 978-4047286153
  - 『週刊ファミ通』2009年1月2日増刊号から2012年10月4日号掲載作まで収録